# Mario Hernández Sánchez-Barba
Mario Hernández Sánchez-Barba (Santa Cruz de Tenerife, 11 de agosto de 1925 - Madrid, 30 de noviembre de 2021) fue un historiador y americanista español.

## Biografía
Nacido el 11 de agosto de 1925 en Santa Cruz de Tenerife. Obtuvo un título de licenciatura en Filosofía y Letras por la Universidad de Valencia en 1948 y otro en Ciencias Económicas en 1950, doctorándose en 1952 por la Universidad de Madrid.
Contrajo matrimonio con Pilar Ruigómez García, hija del médico militar Manuel Ruigómez Velasco, en 1954.
Pupilo de Jaume Vicens Vives en la Universidad de Barcelona, trabajó también con Fernand Braudel en la École Pratique des Hautes Études de París.
Hernández Sánchez-Barba, que se convirtió en 1968 catedrático de la Universidad de Madrid (después Universidad Complutense de Madrid), posteriormente ha continuado ejerciendo como profesor en la Universidad Francisco de Vitoria (UFV).
De ideología monárquica, escribió:
"Después de cuarenta y cuatro años —desde 1931 a 1975—, España ha pasado por importantes experiencias políticas, movimientos sociales, crisis económicas, alternativas de gobierno, que nunca proporcionaron soluciones eficaces que sirviesen para todos. La restauración de la Monarquía en la persona de Don Juan Carlos I constituyó lo que con todo claridad repitió el conde de Barcelona: era la Monarquía de todos. Julián Marías, en diversos escritos, lo dejó bien claro: la Monarquía estableció la Democracia, por voluntad de Don Juan Carlos, que renunció a los poderes totales que había recibido y proclamó lo que no existía: la soberanía nacional. Y la posibilidad de que se formase una sólida opinión pública que pudo expresarse en las elecciones y, con posterioridad, refrendar la Constitución.".
En 1986 dirigió una obra colectiva que incluía alabanzas al golpe del 23F.
Es padre del diplomático Manuel Hernández Ruigómez
Falleció el 30 de noviembre de 2021 en Madrid a los 96 años por causas naturales.

## Obras
- — (1961). Las tensiones históricas hispanoamericanas en el siglo XX. Ediciones Guadarrama.[10]
- __ (1981) Historia de América. Madrid, Editorial Alhambra, 3 vols[11]
- — (2009). Francisco de Vitoria. Universidad Francisco de Vitoria.[12]
- — (2017). América Española, Historia e identidad en un mundo nuevo. Trébede.[3]
- — (1973). Dialéctica Contemporánea de Hispanoamérica. Jose Porrua Turanzas S.A.
- — (1998). Historia de los Estados Unidos de América. Marcial Pons Ed.
- — (2003). La época dorada de América. Biblioteca Nueva.
- — (2009). Historia del Real Valle de Mena. Casa Regional Mesa de Burgos.
- — (1994). España,historia de una nación. Complutense.
- — (1989). La Corona y el descubrimiento de América. Estudios y Ediciones.
- — (1988). Cartas de relación de Hernán Cortés. Oceano Multimedia.
- — (1988). La formación de las naciones iberoamericanas. Anaya.
- — (1975). Formas poíticas en Iberoamérica (1945-1975). Planeta.
- — (2004). Simón Bolivar. Ariel.
- — (2009). Las independencias americanas (1767-1878). Univ. Francisco de Vitoria.
- — (1988). Iberoamérica en el siglo XX. Anaya.
- — (1992). El mar en la historia de América. Mapfre.
- — (1990). La monarquía española y América. RIALP.
- — (1957). La última expansión española en América. Centro de Estudios Políticos.